# قلعة مصياف
قلعة مصياف تقع في مدينة مصياف في محافظة حماة، وبنيت في العصر الروماني.
وكانت مصياف قديما بيد الأمير وثاب بن محمود بن نصر بن صالح المرداسي من أمراء الدولة المرداسية من بني كلاب في 495 ومات فيه سنة 495 هـ/1101م، فملكها ولده ناصر الدين سابق، فباعها لعز الدين أبي العساكر سلطان بن منقذ في سنة 521، وجعل فيها الحاجب سنقر، فقتله الباطنية وملكوا الحصن في سنة 535.

## بناء القلعة
تتكون القلعة من حصن داخلي بني فوق الجزء الجنوبي المرتفع من قمة الهضبة الصخرية على شكل شبيه بالمربع، توزعت على زواياه أبراج مستطيلة تقريباً ذات مستويين دفاعيين وتتوسطه باحة سماوية ذات مستوى أرضي. يحيط بالحصن العلوي سور أول يضم سطح الهضبة الصخرية العليا والحصن العلوي خمسة أبراج مستطيلة استنادية، كما يحيط الحصن الداخلي سور خارجي يحيط بأطراف الهضبة الصخرية، وعدد من الأبراج المستطيلة وعلى ارتفاع مستويين مزودة بمرامي سهام صغيرة. يقع المدخل الرئيسي للقلعة في الزاوية الجنوبية الغربية للقلعة الخارجية، وهو عبارة عن نظام معماري عربي إسلامي مكون من قاعتين كبيرتين بينهما ممر طويل، ويتميزالمدخل بالانعطاف بزاوية قائمة من القاعة الأولى الرئيسية إلى القاعة الثانية، التي بدورها تفضي إلى فراغ، يوزع المسارات إلى داخل القلعة عبر طريقين، الطريق الرئيسي يتجه شمالا ليصل إلى ممر طوله 65م حفرت أجزاء من هذا الممر بشكل جزئي في الصخر، وتم تزويده من الجهة الغربية بسلسلة من مرامي السهام والأبراج، وفي نهاية الممر توجد قاعة كبيرة ثالثة تغلق الممر وعبرها يتم المرور إلى داخل القلعة.
والممر الثاني يتجه جنوبا ليمر من خلال باب نقر في الصخر يسمح بالوصول إلى القسم العلوي من القلعة عبر درج أعد ضمن الكتلة الصخرية. وتمت تقوية السور الخارجي للقلعة ببناء عدد من الأبراج المستطيلة والمضلعة م ن خلال عدة مراحل زمنية وتنوعت حجارتها بين أحجار ضخمة وصغيرة، كما تمت تقوية وتغطية أجزاء من أسوار الحصن القديم بجدران مضاعفة في كل من القلعة الداخلية والخارجية لتواكب تطور العمارة العسكرية خلال العصور التي مرت بها. وفي نهاية القرن الثاني عشر الميلادي (فترة سنان راشد الدين) شهدت القلعة إعادة بناء جديدة ب شملت عددا من الأبراج المضلعة المزودة بخمسة مرامي سهام كبيرة موزعة على مستويين دفاعيين، وخاصة في الجهة الغربية والشمالية من القلعة تعكس الأهمية العسكرية والدفاعية للقلعة، وتم إشغال وتغطية الفصيل بين سور القلعة الداخلية والقلعة الخارجية بعدد من القاعات المهمة، وفي مطلع القرن الثالث عشر تم بناء قصر في القسم العلوي من القلعة الداخلية يتميز ببوابته الجميلة والمزينة بنقش كتابي يعود إلى كمال الدنيا والدين الحسن بن مسعود سنة 1226م. كما تمت إضافة باب متقدم أصغر حجماً من الباب الأول لزيادة تحصين المدخل الرئيسي للقلعة، وأنشأت منطقة محصنة أمامه أشيد فيها حمام يعود تاريخه إلى منتصف القرن الثالث عشر الميلادي، واستمر استخدامه حتى الغزو التتري سنة 1401م، قام المماليك في عهد الظاهر بيبرس بعملية ترميم كبيرة في مدخل القلعة بعد تحريرها من سيطرة المغول، شملت بناء الشرفات الدفاعية المتسلسلة من الجهة الجنوبية والشرقية للقلعة. ومع نهاية القرن الثامن عشر الميلادي أصبحت القلعة مقراً لأسرة حاكمة من الإسماعيلية النزارية، حيث بُني في الجهة الشرقية من القلعة الخارجية بيت الأمير مصطفى الملحم سنة 1793م وكثرت في القلعة المساكن العامة، وبقيت القلعة مشغولة بالسكن العام حتى وصول الانتداب الفرنسي، حيث شغلت القلعة حامية فرنسية لبعض الوقت وقد تم خلالها تجهيز الطريق الدائري الذي يحيط بالقلعة في الوقت الحالي.

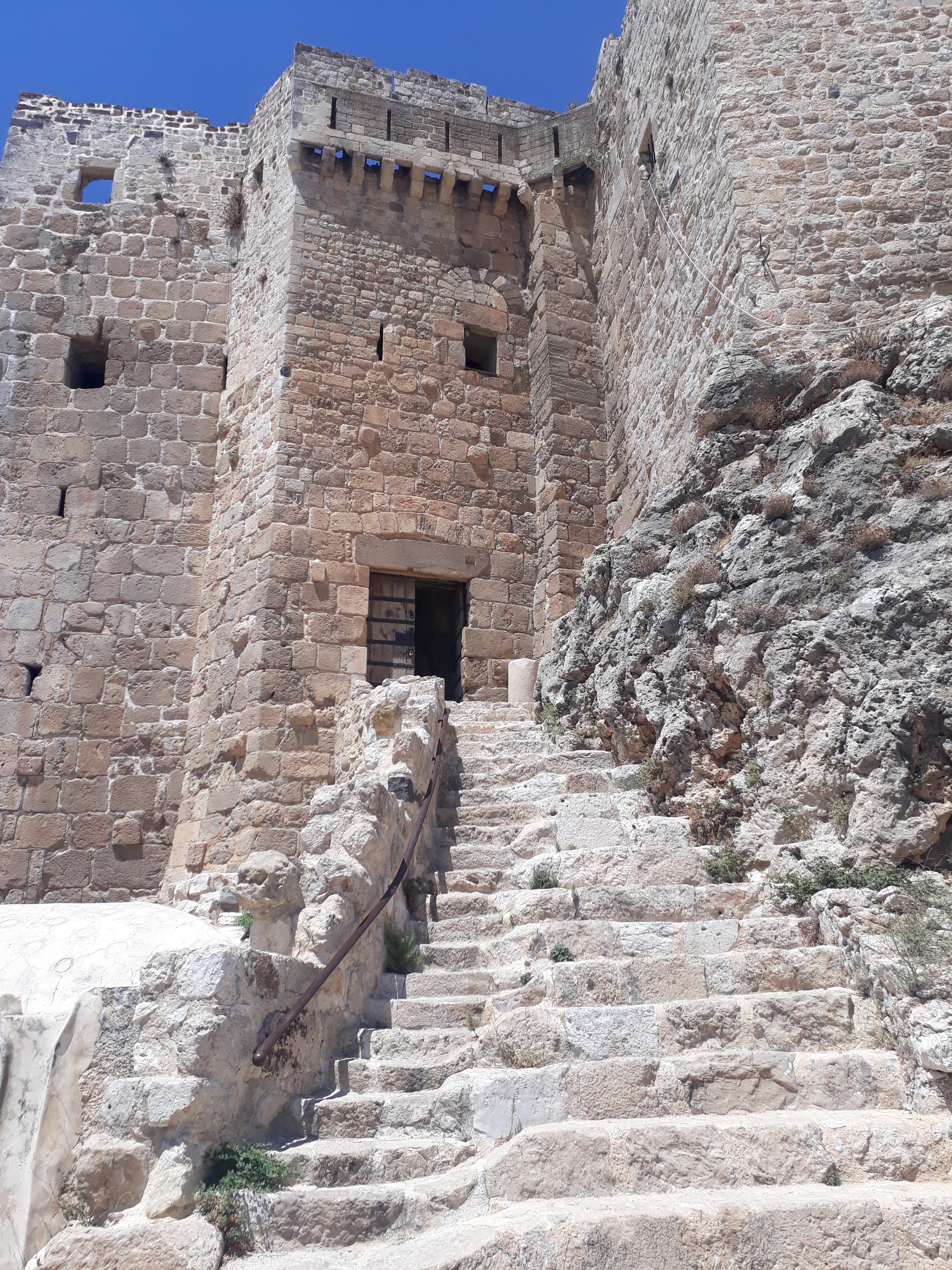
قلعة مصياف

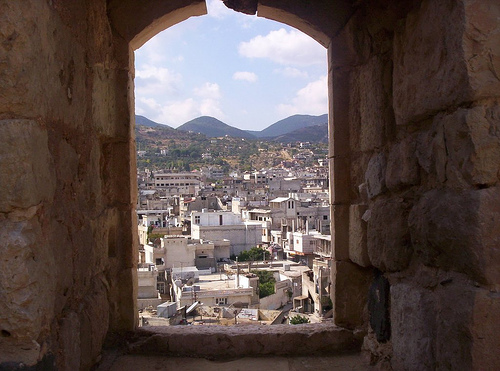
قلعة مصياف

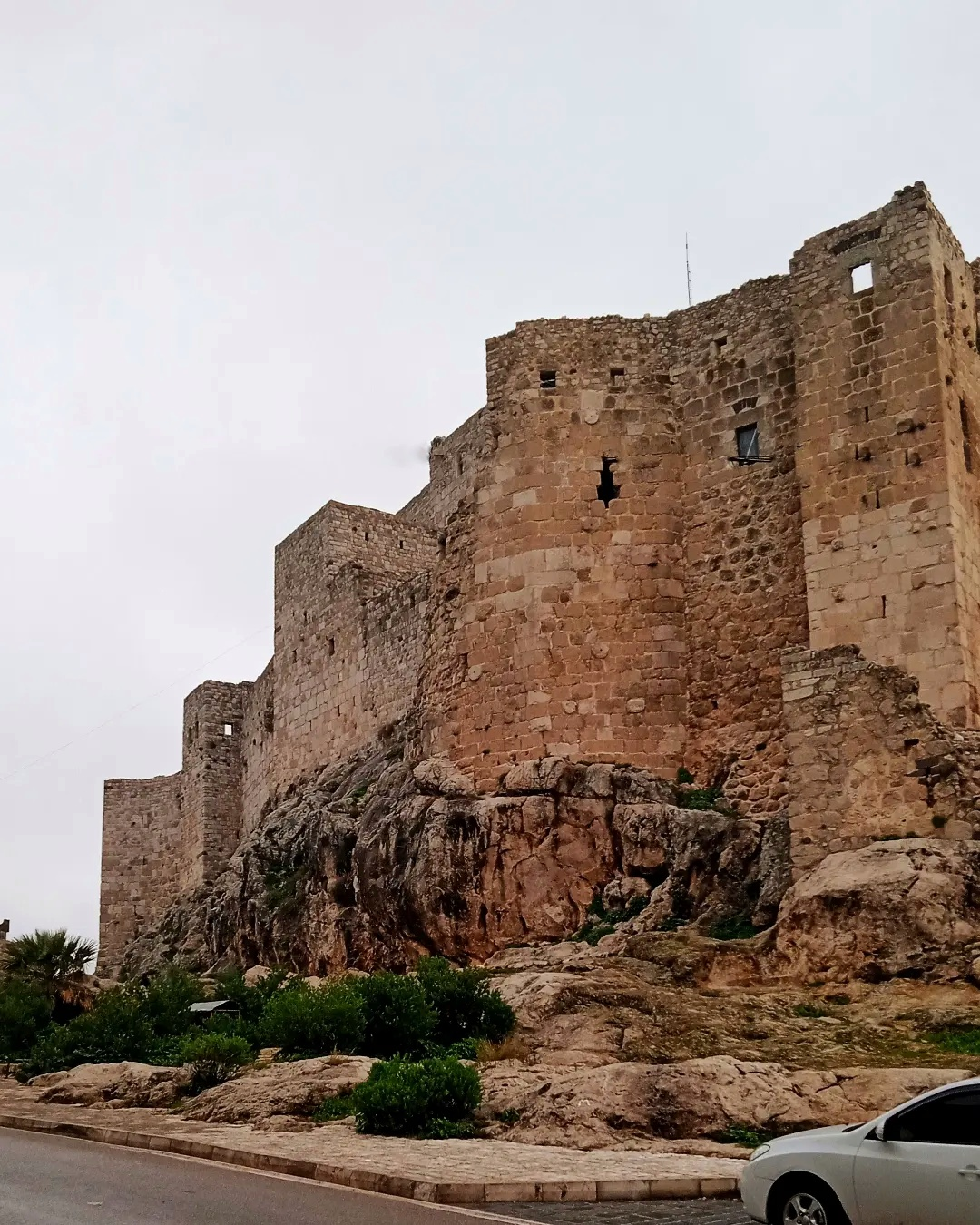
قلعة مصياف

## القلعة عبر التاريخ
يعود تاريخ البناء لعام 44 ق م إلى الفترة الرومانية التي شهدت بناء تحصينات ومواقع عسكرية للسيطرة على الطرق الرئيسية للبلاد، وكان أشهرها ما توضع على سلاسل الجبال الغربية، كما ذكر عالم الآثار الألماني (فولفغانغ مولر-فينر) «و أهمها قلعة عكار، الخوابي، القدموس، المينقة، صلاح الدين، وقلعة مصياف»، حيث يذكر فينر «إن البيزنطيين وجدوا قلعة مصياف قائمة من العهد الروماني الأسبق عندما ركزوا جهودهم في بلاد الشام معتمدين على مراكز عسكرية كالقلاع والحصون».[وصلة مكسورة]
في العهد البيزنطي تم تدعيم وجود القلاع نظراً للإستراتيجية التي اعتمدتها الدولة البيزنطية بعد الانفصال عن روما الأم، حيث توجهت إلى تدعيم وجودها في آسيا الصغرى (تركيا) وفي بلاد الشام وحتى مصر، ولذلك اهتمت بالقلاع وزاد من اهتمامها محاولة السيطرة على البحر الأبيض المتوسط بجزأيه الأوسط والشرقي وامتداده في البر داخل البر الآسيوي والأفريقي والأوروبي بمراكز دفاعية هجومية كانت القلاع أول اهتماماتها، حيث بنيت كقاعدة عسكرية لتأمين الطرق العابرة من الساحل إلى الداخل، عدا عن تأمينها شبكة مواصلات ومسالك كانت هامة بالنسبة للرومان والبيزنطيين، فهي تؤمن الطريق إلى طرابلس الشام مروراً بوادي النصارى وبرج سليمان وقلعة صافيتا ثم إلى أنطاكية مروراً بقلعة أبو قبيس وحارم وإلى البقاع اللبناني عبر قلعة عكار وإلى حمص عبر قلعة بعرين وسهل حمص، وإلى حلب عبر برج جرجرة وحماة فمعرة النعمان وهذه الطرق والمسالك كانت تعبرها أيضاً القوافل التجارية، وهذا أعطى القلعة أهمية اقتصادية بالإضافة إلى أهميتها العسكرية.

## مراحل تطور القلعة في العهد الإسلامي
في بادئ الأمر لم يهتم العرب المسلمون بالقلاع باعتبارهم تجاوزوها بفتوحاتهم، ولم تشكّل أهمية خاصة بدولهم المتعاقبة من العهد الراشدي ثم الأموي، ولكن في العهد العباسي بعد الخليفة «المعتصم بالله» في القرن الثاني للهجرة ظهرت بوادر الضعف في الدولة العباسية مما أدى لانسلاخ أجزاء عن جسم الدولة، الأمر الذي وجّه رؤساء دول الطوائف المنقطعة عن الدولة العباسية للعودة إلى المراكز العسكرية المحصنة، فظهرت الاهتمامات بالقلاع وتحصيناتها، كما ذكرها الباحث التاريخي «ميشيل لباد» بقوله: كانت قلعة مصياف بعد الفتح العربي الإسلامي تابعة لمدينة حمص خلال الحكم الأموي، لكنها تبعت الطولونيين في مصر خلال حكم أحمد بن طولون، ومن ثم ظهرت أهميتها في عهد الإخشيديين والحمدانيين إذ احتدمت المنافسات من القوى الحاكمة في بلاد الشام ومصر مما أعاد للقلعة أهميتها الإستراتيجية.
امتلكها الحمدانيون سنة 967 م في عهد الأمير سيف الدولة، وسيطر عليها البيزنطيون الجدد عام 969 م تحت قيادة نقفور فوكاس، ثم انتقلت إلى الفاطميين في زمن المعز لدين الله، وسيطر عليها بنو مرداس حتى عام 1029م، بعد إنشائهم دولتهم في حلب ثم استعادها الفاطميون وتبعت بعدها لبني المنقذ أمراء شيزر سنة 1081م.
استولى عليها المغول سنة 1258م أثناء اجتياحهم سوريا لبعض الوقت، واسترجعها الإسماعيليون بعد انتصار المماليك بقيادة قطز في معركة عين جالوت عام 1260م، ثم استلمها الظاهر بيبرس عام 1270م، وقد طرأت على القلعة عدة تغيرات خلال العهد المملوكي.
بعد الاحتلال العثماني شغلتها حامية عثمانية وذلك من النصف الثاني في القرن السادس عشر الميلادي حيث أصبحت مركز نيابة، وأقامت فيها حامية فرنسية خلال فترة الانتداب الفرنسي من عام 1920م حتى 1946م.

## أعمال الترميم عبر العصور
تداخلت العديد من الترميمات فيما بناه الرومان والبيزنطيون والتي جاءت في العهد الإسلامي بسبب تعاقب الزلازل، وتهدم الحواشي غير المرتكزة على القاعدة الصخرية المبني عليها القلعة في الأصل، وجاءت هذه الترميمات مخالفة لفن البناء الروماني، كما أنها تعددت في أنواعها وأساليب بنائها حسب الأزمان المتعاقبة التي قام بها ساكنو القلعة للمحافظة عليها قوية حتى يلجؤا إليها للاحتماء فيها من الأخطار الوافدة خلال العصور المتلاحقة.
وهناك جزآن أساسيان من القلعة قد بنيا في العهد الروماني وامتداد العهد البيزنطي وهما:
1- الأقبية السفلية المستندة على القاعدة الصخرية.
2- البناء الخارجي المستند إلى حافة النتوء الصخري، الذي يحتوي على الأبراج الخارجية المتصلة بالبوابة والأقبية الشرقي والغربي والممرات وسور الشرفة الأولى الذي لم يبق منه إلا الجزء المتوضع مقابل بوابة القلعة من الجهة الجنوبية، وكذلك سور الشرفة الثانية، كم أن بوابة القلعة قد رممت في السبعينيات من القرن.

## الجدول الزمني
- في 1141م، استولى الإسماعيليون على مصياف من سانقور الذي احتل القصر نيابة عن بني منقذ في شيزار.
- في 22 مايو 1176م، غزا صلاح الدين الأراضي النزارية وحاصر مصياف. الحصار لم يدم طويلا وصلاح الدين أبرم هدنة مع راشد الدين سنان وسحب قواته من المنطقة.[7][8]
- في 1260م استسلام مصياف وثلاثة قلاع أخرى إلى المغول.
- في 3 سبتمبر 1260م بعد معركة عين جالوت استعاد الإسماعيليون أربعة من القلاع التي كانوا فقدوها في وقت سابق، حيث تعاون النزاريين مع المماليك والحكام المسلمين الآخرين في صد المغول.
- في فبراير 1270 الظاهر بيبرس يسيطر على مصياف.
- في 1223/1808، نجح النصير في قتل مصطفى ملحم، أمير مصياف الإسماعيلي والاستيلاء على القلعة. استعاد الإسماعيليون فيما بعد ملكية مصياف بتوسط من السلطات العثمانية.
- تلقى المجتمع ضربة في ثلاثينيات القرن التاسع عشر من بعثة عثمانية بقيادة إبراهيم باشا الذي تسبب في أضرار جسيمة للقلاع والقرى الإسماعيلية.[9]

## ترميم القلعة حديثا
تم ترميم القلعة عن طريق المديرية العامة للآثار والمتاحف بالتعاون مع مؤسسة الآغا خان للثقافة والتراث، حيث موّلت الهيئة منذ عام 2000 عمليات رفع أطنان الأنقاض من الموقع واستكملت أعمال الترميم عام 2005، وقد تم اكتشاف حجرات وممرات وعملات وخزف يرجع للقرن الـ12 الميلادي، وقد عاش أتباع الطائفة الإسماعيلية في القلعة حتى القرن الماضي ولا يزال الحصن جزءا من نسيج بلدة مصياف.
ونفذت معظم أعمال الترميم يدويا اعتمادا على أساليب تقليدية وأعيد إنتاج مواد مشابهة لما استخدم قديما، واستبدل الإسمنت المستخدم في أعمال ترميم في الثمانينيات بمواد أصلية.
وبنى سكان المنطقة بيوتا امتدت حتى البوابة الرئيسية للقلعة وتم شراء 12 منها وهدمها في إطار المشروع لتسهيل وصول السائحين للقلعة.
كما كشفت أعمال الترميم عن طائفة الحشاشين بقيادة رشيد الدين سنان المعروف بشيخ الجبل حيث كانت تستقر في القلعة، وبينت أن نظام القلعة الدفاعي كان ضعيفا، أي أن الحشاشين لم يجيدوا بناء القلاع على الرغم من صمود القلعة، حيث حاول الحشاشين محاكاة حصون صليبية وحصون صلاح الدين، لكن ليس بشكل جيد.

## ممر سري
أثناء عملية الترميم تم اكتشاف نفق يعتقد أنه ممر هروب سري، وحمامات عامة قديمة، وشبكة قنوات مصممة لتحويل مياه الأمطار لصهاريج تحت القلعة. كما تم العثور على لُقى أثرية عبارة عن مجموعة من الفخاريات، وأوان وصحون وجرار، قسم منها إنتاج محلي، والقسم الآخر من خارج المنطقة خاصة من الرقة وحماة ودمشق، وأيضا مجموعة من الأواني المزججة التي تدل على التقنية التي كانت متوفرة في هذه المنطقة. كما تم العثور على عينات من الزجاج منها توجد عليها طبعة حرف باللغة الصينية وهذا يشير إلى مرور طريق الحرير بالمنطقة، وأيضا إلى المنتجات التي كانت تأتي من الشرق ومن إيران في القرون الوسطى وخاصة في الفترة الأيوبية.

## عملات نقدية
عثر على 360 قطعة نقدية تعود لمرحلة ما قبل الإسلام والمرحلة الإسلامية والعصور اللاحقة، من القرون الثاني عشر والثالث عشر والرابع عشر، وتمثل مجموعة من الملوك والسلاطين الذين حكموا سوريا، حيث إن هناك نقود تعود إلى أباطرة بيزنطيين من القرن الحادي عشر، وقد استمر استخدام هذه النقود في فترة حكم الدولة الإسلامية من قبل الناس الموجودين في هذه المنطقة أيام السلطان نور الدين زنكي وصلاح الدين الأيوبي والملك الظاهر غازي، وقد تم العثور على مجموعة من النقود تمثل سلاطين المماليك، وهناك فلس مغولي يعود إلى فترة هولاكو، بحكم أن المغول احتلوا القلعة عدة سنوات، وهناك مجموعة نقود تابعة لعصر المماليك في القرون: الرابع عشر والخامس عشر والسادس عشر، ثم هناك نقود تعود إلى المرحلة العثمانية، وأيضاً هناك نقدان مهمان جداً يعودان للحملة الصليبية الأولى في نهاية القرن الحادي عشر ومطلع القرن الثاني عشر، وأحدهما مضروب في جنوب فرنسا، كما أن هناك نقداً مهماً جداً يعود إلى القرن السادس عشر تم صكه في ألمانيا وهو يعود إلى إحدى الأسر الإقطاعية المهمة هناك، ويشير إلى ارتباط المنطقة من خلال الدولة العثمانية بأوروبا عن طريق التجارة.

## روابط خارجية
- قلعة مصياف - موقع محافظة حماة